# Сье, Дональ-Оливье
Дона́ль-Оливье́ Сье (фр. Donald-Olivier Sié; 3 апреля 1970, Абиджан, Берег Слоновой Кости) — ивуарийский футболист, атакующий полузащитник. В 1990—2000 годах выступал за сборную Кот-д’Ивуара. Победитель Кубка африканских наций 1992.

## Карьера

### Клубная
Дональ-Оливье Сье начал профессиональную карьеру в 1989 году в клубе «АСЕК Мимозас» из столицы Кот-д’Ивуара Абиджана. В этом клубе полузащитник выступал в течение 7 лет, в ходе которых он шесть раз стал Чемпионом Кот-д’Ивуара в 1990—1995 годах, а также дважды обладателем Кубка Кот-д’Ивуара в 1990 и 1995 годах. В 1996 году Сье переехал в Японию, где в течение года выступал за клуб «Нагоя Грампус» из города Нагоя. За «Нагоя Грампус» Дональ-Оливье провёл 16 матчей, в которых забил 1 гол. В 1997 году полузащитник вернулся на Родину, в «АСЕК Мимозас», за который впоследствии играл в течение двух лет. В ходе этих двух лет Сье ещё два раза стал Чемпионом Кот-д’Ивуара и один раз обладателем Кубка Кот-д’Ивуара. В 1998 году Дональ-Оливье, вместе с «АСЕК Мимозас», стал победителем Лиги чемпионов КАФ 1998, обыграв в финале со счётом 4:2 зимбабвийский клуб «Дайнамоз». Третий и победный мяч в игре на 43-й минуте забил именно Сье. Этот успех стал первым крупным клубным достижением в истории футбола Кот-д’Ивуара.
После крупных успехов Сье в составе клуба «АСЕК Мимозас», полузащитник переехал во Францию, подписав контракт с клубом «Тулуза» из одноимённого города, выступавшим на тот момент в Лиге II, после недавнего вылета из Лиги I. В составе «Тулузы» Сье провёл 10 матчей, в которых забил 1 мяч. Последними клубами в карьере Доналя-Оливье стали парижский «Расинг» и «Реймс» из одноимённого города, выступавшие на тот момент в низших футбольных лигах Франции.

### В сборной
Дональ-Оливье Сье дебютировал в сборной Кот-д’Ивуара в 1990 году и уже в дебютном для себя матче забил свой первый гол за сборную.
В 1992 году полузащитник принял участие в победном для сборной Кот-д’Ивуара Кубке африканских наций 1992, который проходил в Сенегале. В группе C, состоящей из трёх команд, сборная Кот-д’Ивуара сначала со счётом 3:0 обыграла сборную Алжира, а затем ивуарийцы со счётом 0:0 сыграли вничью со сборной Республики Конго, обеспечив тем самым себе первое место в группе. В четвертьфинале сборная Кот-д’Ивуара со счётом 1:0, благодаря голу Сье, одолела сборную Замбии и вышла в полуфинале на сборную Камеруна. Основное и дополнительное время матча против камерунцев завершилось со счётом 0:0 и судьба выхода в финал решалась в серии послематчевых пенальти, в которой сильнее оказались ивуарийцы, одолев сборную Камеруна со счётом 3:1. В финале турнира, который прошёл 26 января 1992 года, сборной Кот-д’Ивуара противостояла сборная Ганы. В целом, повторилась точно такая же история, какая была и в полуфинале. Основное и дополнительное время матча завершилось со счётом 0:0 и судьба трофея решалась в серии послематчевых пенальти, сильнее в которой с огромным счётом 11:10 оказались ивуарийцы, впервые в истории став победителями Кубка африканских наций. Девятый из одиннадцати ударов реализовал Дональ-Оливье Сье. Следует отметить, что сборная Кот-д’Ивуара в данном турнире не пропустила ни одного мяча в свои ворота в основное и дополнительное время матчей, а исключение составили лишь две серии пенальти, в которых ивуарийцы участвовали в полуфинале и финале соревнования.
В этом же, 1992 году Сье, вместе со сборной, принял участие в Кубке Короля Фахда 1992, предшественнике Кубка конфедераций. Всего в турнире приняли участие 4 сборных команды, каждая из которых представляла отдельную футбольную конфедерацию, а ими стали сборная Кот-д’Ивуара, сборная Аргентины, сборная США и хозяйка турнира сборная Саудовской Аравии. В полуфинале, который прошёл 16 октября 1992 года, сборной Кот-д’Ивуара противостояла сборная Аргентины, которая в результате разгромила ивуарийцев со счётом 0:4. В матче за третье место против сборной США, который состоялся 19 октября 1992 года, при счёте 1:4, на 76-й минуте Дональ-Оливье забил гол, но сборной Кот-д’Ивуара это не помогло и она в итоге проиграла со счётом 2:5, в результате заняв последнее, четвёртое место на турнире.
Дональ-Оливье Сье также принимал участие в Кубках африканских наций 1994, 1996 и 1998 годов, на которых практически никак себя не проявил. Последним турниром в сборной для полузащитника стал Кубок африканских наций 2000, на котором Сье забил один из двух мячей в ворота сборной Ганы в матче третьего тура группового этапа. Матч закончился со счётом 2:0, но сборной Кот-д’Ивуара это не помогло и она вылетела из турнира, заняв лишь третье место в группе A. После Кубка африканских наций 2000 Дональ-Оливье Сье прекратил свои выступления за сборную.

#### Статистика
Статистика матчей и голов за сборную по годам:
| Команда     | Год   | Матчи | Голы |
| ----------- | ----- | ----- | ---- |
| Кот-д’Ивуар | 1990  | 1     | 1    |
| Кот-д’Ивуар | 1991  | 2     | 1    |
| Кот-д’Ивуар | 1992  | 5     | 2    |
| Кот-д’Ивуар | 1993  | 6     | 0    |
| Кот-д’Ивуар | 1994  | 9     | 1    |
| Кот-д’Ивуар | 1995  | 2     | 0    |
| Кот-д’Ивуар | 1996  | 3     | 0    |
| Кот-д’Ивуар | 1997  | 1     | 0    |
| Кот-д’Ивуар | 1998  | 6     | 0    |
| Кот-д’Ивуар | 1999  | 3     | 0    |
| Кот-д’Ивуар | 2000  | 4     | 1    |
| Итого       | Итого | 42    | 6    |

Итого: 42 матча, 6 голов
(откорректировано по состоянию на 2000 год)

## Достижения
«АСЕК Мимозас»
- Чемпион Кот-д’Ивуара (8): 1990, 1991, 1992, 1993, 1994, 1995, 1997, 1998
- Обладатель Кубка Кот-д’Ивуара (3): 1990, 1995, 1997
- Победитель Лиги чемпионов КАФ: 1998

 Сборная Кот-д’Ивуара
- Победитель Кубка африканских наций: 1992
- Бронзовый призёр Кубка африканских наций: 1994